# Mathieu Lacroix
Pour les articles homonymes, voir Lacroix.
 (janvier 2020).
Si vous disposez d'ouvrages ou d'articles de référence ou si vous connaissez des sites web de qualité traitant du thème abordé ici, merci de compléter l'article en donnant les références utiles à sa vérifiabilité et en les liant à la section « Notes et références ».
Mathieu Lacroix, né le 29 septembre 1761 à La Rochefoucauld en Charente et décédé le 21 juillet 1822 à Angoulême, est un général français de la Révolution et de l’Empire.

## Biographie
Soldat le 1er janvier 1781, dans le régiment Lyonnais-Infanterie (28e en 1791), il fait la campagne de 1781 en Amérique, il se trouve en 1782 aux sièges de Mahon et de Gibraltar, il passe caporal et sergent les 13 septembre et 1er juin 1785, et il prend son congé absolu le 1er janvier 1789.
Élu capitaine le 17 octobre 1791 dans le 1er bataillon de volontaires de la Charente (1re demi-brigade d'infanterie légère en l'an V), il combat à l'armée du Nord en 1792, il fait partie de la garnison de Valenciennes en 1793, il se trouve au siège de Lyon la même année, et il est nommé chef de bataillon le 11 brumaire an II.
Il passe à l'armée d'Italie vers la même époque, il est fait prisonnier de guerre le 11 thermidor an IV, à la Corona, il obtient la confirmation de son grade au 2e bataillon, lors de l'embrigadement du 1er nivôse an V, et il reçoit un coup de feu à la poitrine, le 29 du même mois à la bataille de Rivoli.
Le 30 prairial an VI, il embarque pour l'Égypte, il se trouve aux batailles de Chebreiss et des Pyramides, et il reçoit trois blessures dont deux à la tête et une autre au pied droit. Il est promu le 8 germinal suivant au grade de chef de brigade à la suite de la 4e demi-brigade d'infanterie légère, il commande la province de Bahirch, il rentre en France après la capitulation d'Alexandrie, et il est confirmé dans son grade le 19 messidor an X, à la 86e demi-brigade de ligne.
En cette qualité, il fait partie de l'expédition de Saint-Domingue des ans X, XI et XII, il est fait officier de la Légion d'honneur le 25 prairial an XII, il revient en France en l'an XIII, et il tient garnison à Bayonne.
Présent aux batailles des campagnes de la Grande Armée en l'an XIV, 1806 et 1807 en Autriche, en Prusse et en Pologne, il se rend en Espagne en 1808, il combat à la tête du 86e régiment, il est promu au grade de général de brigade le 6 août 1811, et il reçoit le titre de baron de l'Empire le 15 du même mois.
Rappelé en France vers la fin de cette année, il est employé en 1812 dans la 17e division militaire, puis, le 13 février 1813, à la 1re division du corps d'observation de l'Elbe, il passe le 1er mars suivant à la 4e division du même corps, commandée par le comte de Lauriston, et il est destitué le 26 mai pour s'être laissé surprendre dans ses cantonnements ; mais réintégré le 9 juillet suivant, il est admis à la retraite, pour cause d'ancienneté de service, le 25 septembre de la même année.
Au mois de mars de 1814, le général Lacroix préside le conseil de défense de la ville d'Angoulême, et reçoit le 10 décembre de la même année la croix de chevalier de Saint-Louis.
Le général Lacroix est mort le 21 juillet 1822.